# Mark Woolhouse
Mark Edward John Woolhouse FRSE FMedSci OBE (nascido em 1959) é professor de epidemiologia de doenças infecciosas no Instituto Usher da Faculdade de Medicina e Medicina Veterinária da Universidade de Edimburgo.

## Carreira
Woolhouse é professor de epidemiologia de doenças infecciosas no Instituto Usher da Faculdade de Medicina e Medicina Veterinária da Universidade de Edimburgo.
Woolhouse é membro da Royal Society of Edinburgh e da Academy of Medical Sciences. Ele foi nomeado membro da Ordem do Império Britânico nas honras de ano novo de 2002 pelos seus serviços de controle de doenças infecciosas.

### COVID-19
Em 19 de setembro de 2020, Woolhouse disse que preferia um modelo de estilo sueco para enfrentar o COVID-19 e "aprender a conviver com COVID".

## Publicações seleccionadas
- "Como fazer previsões sobre os riscos futuros de doenças infecciosas". Transacções filosóficas da Royal Society of London. Vol. 366, edição 1573 (12 de julho de 2011), pp. 2045-2054. doi:10.1098/rstb.2010.0387 PMC PMC3130384.